# Надеждинський (Великоігнатовський район)
Наде́ждинський (рос. Надеждинский, ерз. Надеждинский) — селище у складі Великоігнатовського району Мордовії, Росія. Входить до складу Кіржеманського сільського поселення.

## Населення
Населення — 31 особа (2010; 46 у 2002).
Національний склад (станом на 2002 рік):
- росіяни — 78 %